# 圣科隆邦
圣科隆邦（法語：Saint-Colomban，法語發音：[sɛ̃ kɔlɔ̃bɑ̃] ⓘ）是法国大西洋卢瓦尔省的一个市镇，位于该省南部，属于南特区。

## 地理
圣科隆邦（47°0'32"N, 1°35'1"W）面积35.72 平方千米，位于法国卢瓦尔河地区大区大西洋卢瓦尔省，该省份为法国西北部沿海省份，位于布列塔尼半岛东南部，北起伊勒-维莱讷省，西北接莫尔比昂省，西临大西洋，南至旺代省，东临曼恩-卢瓦尔省。
与圣科隆邦接壤的市镇（或旧市镇、城区）包括：拉利穆济尼耶尔、洛涅河畔科尔库埃、圣菲尔贝德格朗略、热内通、圣菲尔贝德布艾讷。
圣科隆邦的时区为UTC+01:00、UTC+02:00（夏令时）。

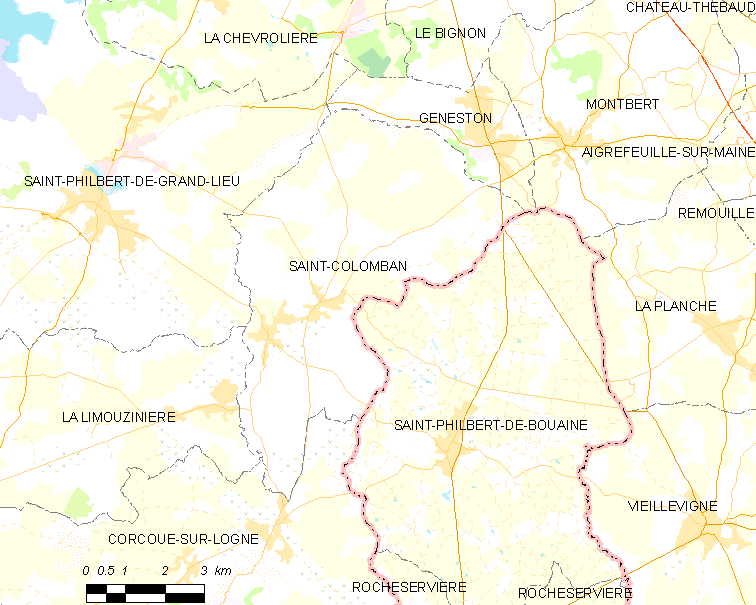
圣科隆邦的OSM定位图

## 行政
圣科隆邦的邮政编码为44310，INSEE市镇编码为44155。

## 政治
圣科隆邦所属的省级选区为圣菲尔贝德格朗略县。

## 交通
大西洋卢瓦尔省省道D61线、D63线、D70线、D178线和D317线经过境内。

## 人口

1962-2008年间圣科隆邦人口变化图示

圣科隆邦于2022年1月1日时的人口数量为3499人。